# Tardinghen
Tardinghen település Franciaországban, Pas-de-Calais megyében. Lakosainak száma 150 fő (2022. január 1.). Tardinghen Audembert, Audinghen, Bazinghen és Wissant községekkel határos.

## Népesség
A település népessége az elmúlt években az alábbi módon változott:
| Lakosok száma | 142  | 147  | 154  | 151  | 152  | 151  | 150  | 150  | 150  |
|               | 2013 | 2015 | 2016 | 2017 | 2018 | 2019 | 2020 | 2021 | 2022 |

| Év       | 1962 | 1968 | 1975 | 1982 | 1990 | 1999 | 2006 |
| -------- | ---- | ---- | ---- | ---- | ---- | ---- | ---- |
| Népesség | 134  | 145  | 133  | 127  | 117  | 127  | 167  |